# Stary cmentarz żydowski w Jasionówce
Stary cmentarz żydowski w Jasionówce – powstał około 1750 roku na mocy zgody biskupa wileńskiego z 1731 i służył jako miejsce pochówków do ok. 1800 roku, kiedy to otwarto nowy kirkut poza terenem zabudowanym. Znajdował się w centrum miejscowości przy obecnej ulicy Szkolnej (działka geodezyjna nr 170/14) w pobliżu innych budynków kahalnych. Uległ zniszczeniu w czasach okupacji hitlerowskiej (macewy użyto do budowy krawężników). Teren pocmentarny liczy obecnie ok. 8 arów i nie ma na nim żadnych nagrobków.